# Angelina (caffè)

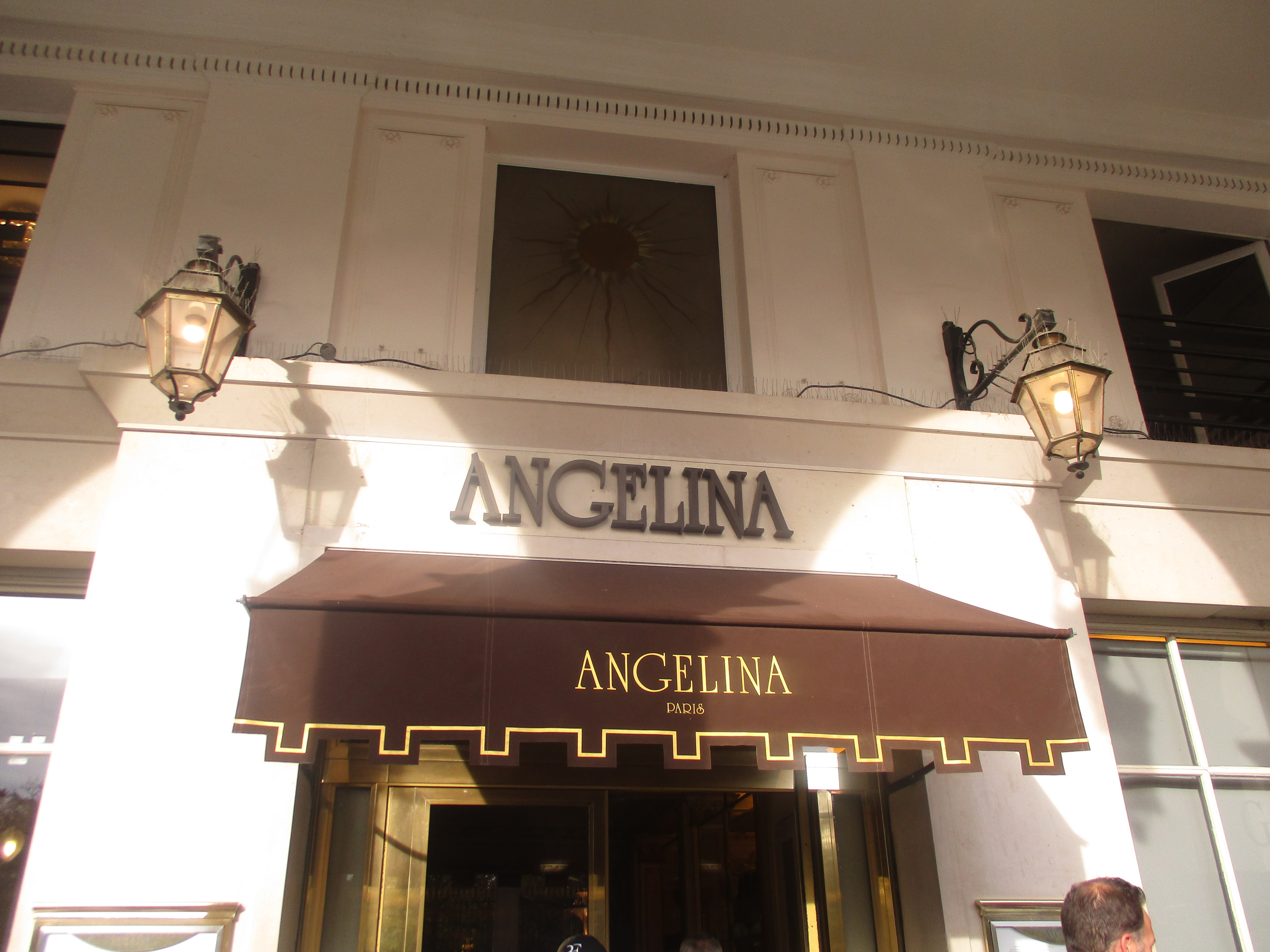
Entrata del caffè.

Angelina è un rinomato caffè parigino sito al 226 di Rue de Rivoli nel I arrondissement.

## Storia
Fondato nel 1903 dal pasticcere austriaco Antoine Rumpelmayer, fornitore di corte imperiale e reale, che dedicò il nome del locale Angelina in onore di sua nuora che aveva lo stesso nome. La decorazione degli interni, in stile Belle Époque, è opera dell'architetto francese Édouard Niermans. Il locale divenne ben presto luogo di ritrovo della nobiltà e dell'alta borghesia parigina, e venne frequentato da personaggi illustri come Coco Chanel e Marcel Proust.
Dal 2005 appartiene al Groupe Bertrand, che sta espandendo il nome del locale Angelina in una catena di pasticcerie in Medio ed Estremo Oriente. 

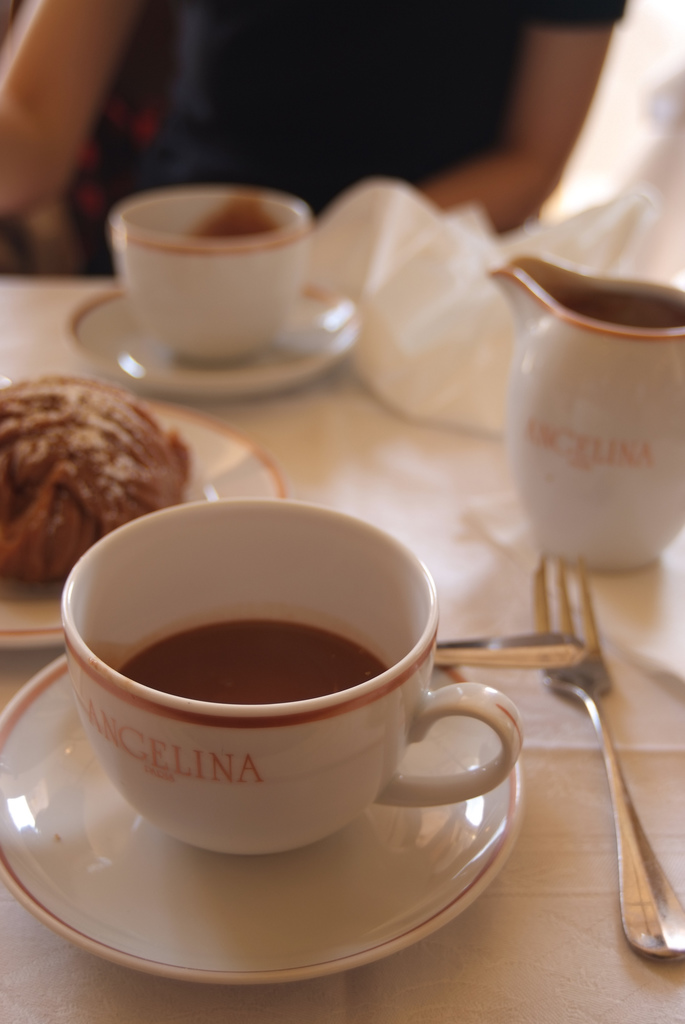
La cioccolata calda, specialità del locale.

Il caffè è visitato ogni anno da migliaia di turisti; le specialità famose sono la cioccolata calda (chocolat l'africain) e la mont blanc. Negli anni il locale ha aperto altre sedi in diversi luoghi della città, come la galleria Lafayette Haussmann, la reggia di Versailles, il Musée du Luxembourg e sulla Rue du Bac.

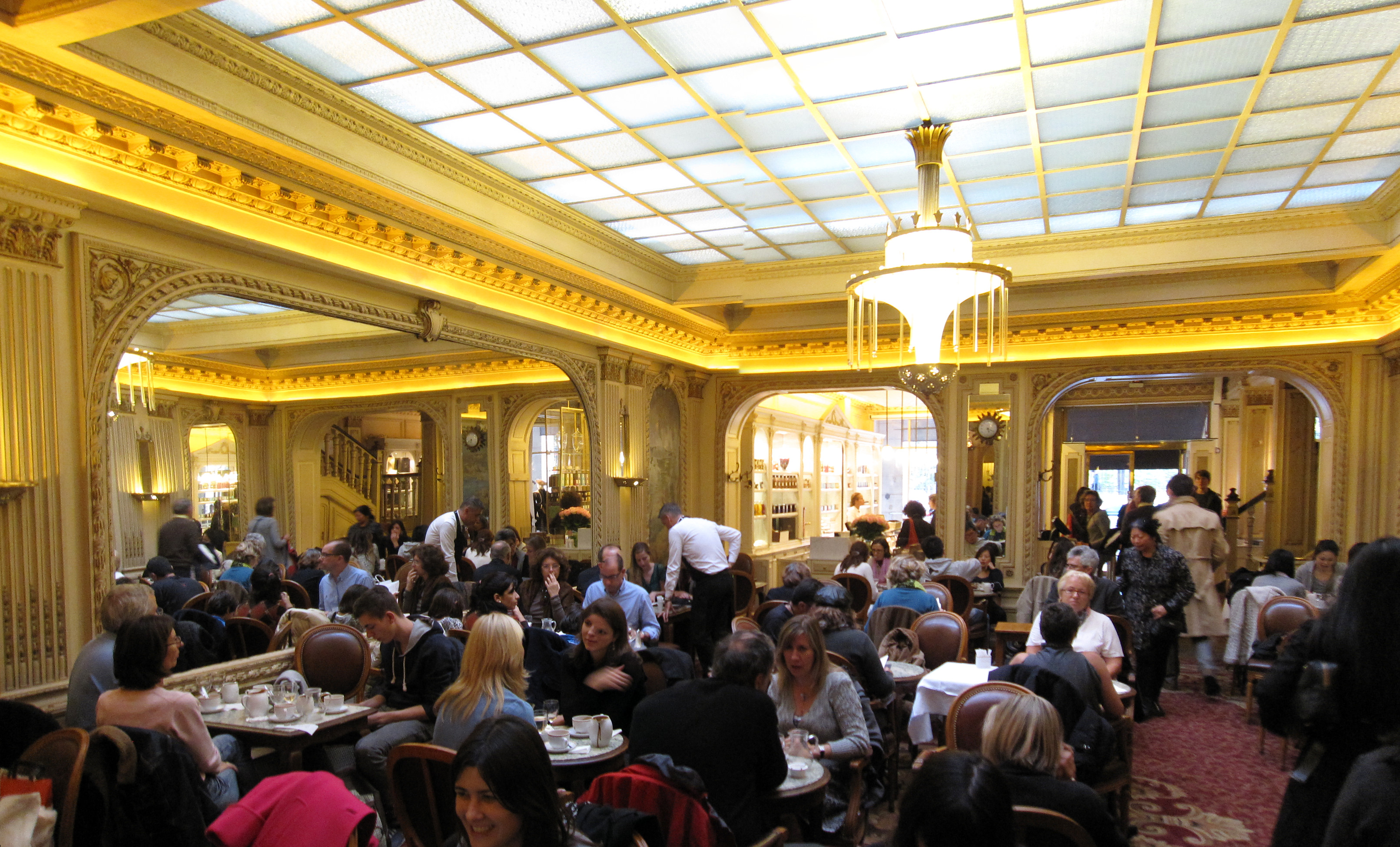
Una delle sale del locale.

Dal 2016 il locale apre per un periodo di tempo (da aprile a ottobre) una sede temporanea all'Hôtel des Invalides. 

## Film girati al caffè
Nel 1982, le sale del locale sono state teatro del film Il tempo delle mele 2 con Sophie Marceau e Denise Gray.